# 昂贝拉克 (阿韦龙省)
昂贝拉克（法語：Ambeyrac，法語發音：[ɑ̃beʁak]）是法国阿韦龙省的一个市镇，位于该省西部偏北，洛特河左岸，隔河与洛特省相望，属于鲁埃格自由城区。

## 地理
昂贝拉克（44°30'35"N, 1°56'38"E）面积11.24 平方千米，位于法国奧克西塔尼大區阿韦龙省，该省份为法国南部内陆省份，位于法國中央高原南部，北起顺时针与康塔爾省、洛泽尔省、加尔省、埃罗省、塔恩省、塔恩-加龙省和洛特省接壤。
与昂贝拉克接壤的市镇（或旧市镇、城区）包括：巴拉吉耶多尔特、蒙萨莱斯、奥尔和里诺代、索雅克、拉罗克图瓦拉克、蒙布兰。

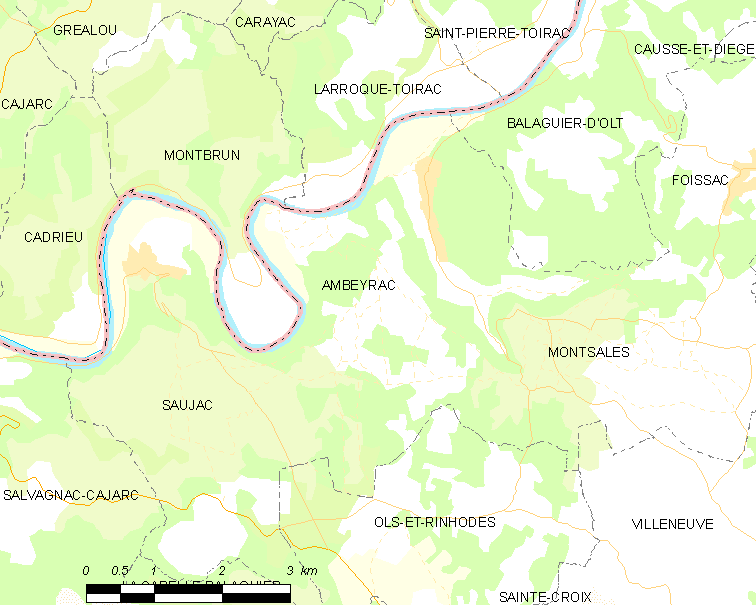
的OSM定位图

昂贝拉克的时区为UTC+01:00、UTC+02:00（夏令时）。

## 行政
昂贝拉克的邮政编码为12260，INSEE市镇编码为12007。

## 政治
昂贝拉克所属的省级选区为维勒讷瓦-维勒弗朗舒瓦县。

## 人口

1962-2008年间人口变化图示

昂贝拉克于2022年1月1日时的人口数量为181人。